# 블라디미르 그리보프
블라디미르 나우모비치 그리보프(러시아어: Влади́мир Нау́мович Гри́бов, 1930–1997)는 러시아의 이론물리학자다. 레제 이론의 포메론을 도입하였고, 양-밀스 이론의 그리보프 모호성(Gribov ambiguity)를 발견하였다.

## 같이 보기
- 끈 이론의 역사

## 참고 문헌
- Lev B., Okun (1998년 3월). “Obituary: Vladimir Naumovich Gribov”. 《Physics Today》 (영어) 51 (3): 104–107. doi:10.1063/1.882164.
- Dokshitzer, Yuri L. “V.N. Gribov, 1930–1997” (영어). arXiv:physics/9801025. Bibcode:1998physics...1025D.